# 尋尊

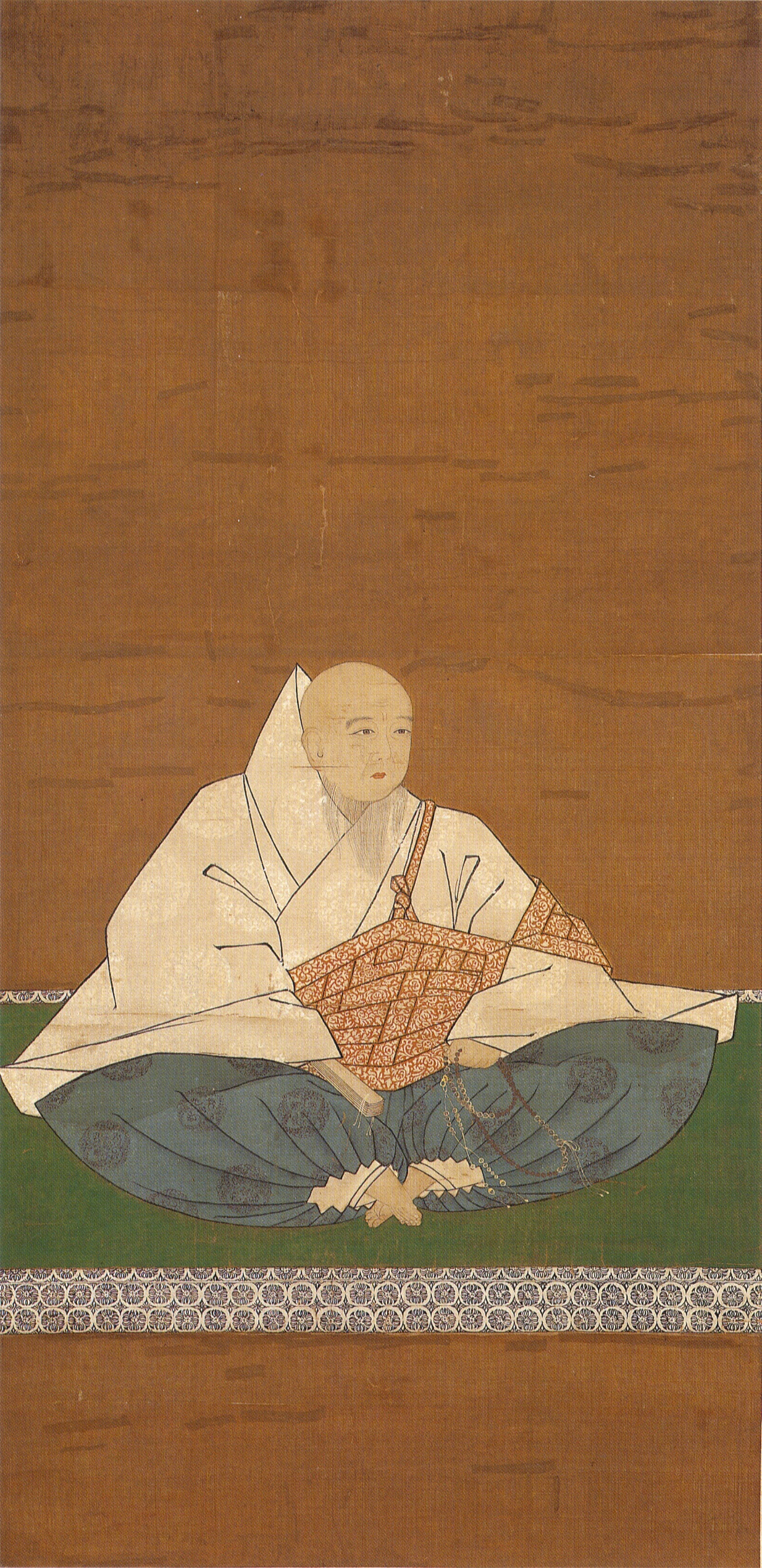
尋尊像（興福寺蔵）

尋尊（じんそん、永享2年8月7日（1430年8月25日） - 永正5年5月2日（1508年5月31日））は、室町時代中期から戦国時代にかけての奈良興福寺の僧。父は一条兼良。母は中御門宣俊の娘。興福寺180世別当。大乗院第20代門跡。

## 生涯と業績
永享10年（1438年）室町幕府から罪を得て去った経覚のあとを受けて大乗院に入り、以後70年間在院した。同12年（1440年）に得度。維摩会研学竪義（ゆいまえけんがくりゅうぎ）を遂げ、少僧都・大僧都を経て僧正に任じられ、康正2年（1456年）興福寺別当に就任した。のち法務に任じられ、奈良長谷寺・橘寺・薬師寺の別当をも兼任した。応仁の乱（1467年－1477年）では、父兼良の日記『藤河ノ記』を兵火から守った（『群書類従』所収）。
また大乗院に伝わる日記類を編纂し、大乗院日記目録を作成した。見聞したことを多くの記録に書き記したが、自身の日記「尋尊大僧正記」は興福寺に関するのみではなく、この時代を知る上での必須の史料である。この日記と後に門跡を務めた政覚・経尋の日記を併せ『大乗院寺社雑事記』と呼ばれ、室町時代研究の根本史料の一つとなっている。

## 文献
- 『史料纂集 三箇院家抄』（全2巻、続群書類従完成会／新版・八木書店、2014年）
- 安田次郎『尋尊』吉川弘文館〈人物叢書〉、2021年 ISBN　9784642053044。伝記